# Tamara Pamiatnij
Tamara Ustínovna Pamiatnij (en ruso: Тамара Устиновна Памятных; Sverdlovsk, RSFS de Rusia, 30 de diciembre de 1919 –  Rostov del Don, Rusia, 26 de julio de 2012)  fue una piloto de combate soviética que combatió en las filas del 586.º Regimiento de Aviación de Cazas durante la Segunda Guerra Mundial. El 19 de marzo de 1943, durante una misión de patrulla, derribó dos bombarderos alemanes Ju 88, por lo que fue galardonada con la Orden de la Bandera Roja.

## Biografía

### Infancia y juventud
Pamiatnij nació el 30 de diciembre de 1919 en Sverdlovsk (actualmente Ekaterimburgo) en la gobernación de Perm, entonces parte del RSFS de Rusia (la Unión Soviética no se constituyó oficialmente hasta finales de 1922). En 1936, se inscribió en el club de vuelo local de la asociación paramilitar OSOAVIAJIM (Unión de Sociedades de Asistencia para la Defensa, la Aviación y la Construcción Química de la URSS). donde estudió durante dos años. En 1937, después de terminar el curso de piloto e instructor, la enviaron a la Escuela de Instructores de Vuelo de Uliánovsk. Después de graduarse regresó como instructora al club de vuelo de Sverdlovsk, donde permaneció instruyendo nuevos pilotos hasta 1941.

### Segunda Guerra Mundial
Poco después del inicio de la invasión alemana de la Unión Soviética, Pamiatnij se ofreció como voluntaria para el servicio de combate de primera línea y fue aceptada en el 122.º Grupo de Aviación, una unidad especial formada íntegramente por mujeres, al mando de Marina Raskova, esta después de examinar sus habilidades de combate, decidió asignarla al 586.º Regimiento de Aviación de Combate, unidad donde solo eran aceptadas las mejores y más competitivas candidatas, junto a otros futuras ases femeninas como Lidia Litviak, y trabajó a dúo con Galina Burdina. Realizó su formación militar y táctica en la Escuela de Aviación Militar de Engels en el Óblast de Sarátov.
Su primera misión de combate fue en julio de 1942 cuando recibió órdenes de escoltar un avión de transporte en el que Klim Voroshilov, miembro del Comité de Defensa del Estado, volaba hacia el Frente de Stalingrado.
El 19 de marzo de 1943, obtuvo su primera victoria aérea, cuando Pamiatnij patrullaba junto con Raisa Surnachevskaia cerca de la estación de ferrocarril de Kastornaya en el óblast de Kursk. En esta misión tuvieron que hacer frente a un ataque de cuarenta y dos bombarderos alemanes Junkers Ju 88, las dos pilotos atacaron con el sol detrás de ellos. Cada una derribó dos bombarderos, y Pamiatnij continuó luchando hasta que se quedó sin municiones. En ese momento decidió eliminar un tercer bombardero embistiéndolo, pero cuando se acercaba, una de sus alas salió disparada y perdió el control de su avión, por lo que tuvo que saltar en paracaídas al suelo. Los lugareños que estaban en los alrededores se sorprendieron cuando acudieron a ayudar al piloto derribado y descubrieron que era una mujer. La llevaron de regreso a la base, donde se enteró de que el ataque alemán había sido rechazado ya que el resto de la fuerza se había dado la vuelta. Por su heroísmo recibió la Orden de la Bandera Roja e incluso el rey Jorge VI del Reino Unido le regaló un reloj de oro con la inscripción: «¡A la valiente y elegante piloto, teniente Tamara Pamiatnij del rey Jorge VI de Inglaterra!».
Posteriormente la propia Pamiatnij, recordó como había sido el ataque:

Ganamos altura, nos pusimos de punta y derribamos un avión a la vez. Luego volvimos a hacer la misma maniobra, y una más cada uno. Intentamos acercarnos lo más posible, incluso vi la cabeza del artillero alemán, y ese fue mi error. Me golpearon, el avión empezó a dar vueltas, y no pude desabrocharme los cinturones para abrir la cabina... Toda mi vida pasó en un momento…

### Final de la guerra y posguerra
Durante otra misión, fue derribada por fuego amigo. En 1944, se casó con Nikolái Chasnik, un Héroe de la Unión Soviética y subcomandante de escuadrón del 148.º Regimiento de Aviación de Cazas de la Guardia, quien derribó veintisiete aviones enemigos durante los años de guerra. Ambos sobrevivieron a la guerra. Tras el final de la contienda, Pamiatnij trabajó como controladora para la Flota Aérea Civil en el aeropuerto de Rostov y tuvo tres hijos. Luego se convirtió en el presidenta de la comisión de mujeres veteranas de guerra.

## Condecoraciones
A lo largo de su vida Tamara Pamiatnij recibió las siguientes condecoraciones
|  | Orden de la Bandera Roja (24 de marzo de 1943)                                                  |
|  | Orden de la Guerra Patria de 1.er grado (14 de abril de 1944)                                   |
|  | Orden de la Guerra Patria de 2.do grado (11 de marzo de 1985)                                   |
|  | Medalla Conmemorativa por el Centenario del Natalicio de Lenin «Al valor militar»               |
|  | Medalla de los Trabajadores Distinguidos                                                        |
|  | Medalla por la Victoria sobre Alemania en la Gran Guerra Patria 1941-1945                       |
|  | Medalla al Trabajador Veterano                                                                  |
|  | Medalla del 50.º Aniversario de las Fuerzas Armadas de la URSS                                  |
|  | Medalla del 60.º Aniversario de las Fuerzas Armadas de la URSS                                  |
|  | Medalla del 70.º Aniversario de las Fuerzas Armadas de la URSS                                  |
|  | Medalla Conmemorativa del 20.º Aniversario de la Victoria en la Gran Guerra Patria de 1941-1945 |
|  | Medalla Conmemorativa del 30.º Aniversario de la Victoria en la Gran Guerra Patria de 1941-1945 |
|  | Medalla Conmemorativa del 40.º Aniversario de la Victoria en la Gran Guerra Patria de 1941-1945 |
|  | Medalla Conmemorativa del 50.º Aniversario de la Victoria en la Gran Guerra Patria de 1941-1945 |
|  | Medalla Conmemorativa del 60.º Aniversario de la Victoria en la Gran Guerra Patria de 1941-1945 |